# Стара Весь (Білгорайський повіт)
Стара Весь (пол. Stara Wieś) — село в Польщі, у гміні Фрамполь Білґорайського повіту Люблінського воєводства.
Населення — 199 осіб (2011).
У 1975-1998 роках село належало до Замойського воєводства.

## Демографія
Демографічна структура станом на 31 березня 2011 року:
|          | Загалом | Допрацездатний вік | Працездатний вік | Постпрацездатний вік |
| -------- | ------- | ------------------ | ---------------- | -------------------- |
| Чоловіки | 93      | 15                 | 65               | 13                   |
| Жінки    | 106     | 27                 | 49               | 30                   |
| Разом    | 199     | 42                 | 114              | 43                   |